# 勞頓 (愛荷華州)
勞頓（英語：Lawton）是一個位於美國愛荷華州伍德伯里縣的城市。

## 地理
勞頓的座標為42°28′41″N 96°10′54″W / 42.47806°N 96.18167°W，而該地的平均海拔高度為361米（即1184英尺）。

## 人口
根據2010年美國人口普查的數據，勞頓的面積為1.84平方千米，當中陸地面積為1.84平方千米，而水域面積為0.00平方千米。當地共有人口908人，而人口密度為每平方千米493人。